# Edward Byllynge
Edward Byllynge était gouverneur du New Jersey de 1680 à 1687 jusqu'à sa mort en Angleterre.